# Harry Stephen Ladd
Harold „Harry“ Stephen Ladd (* 1. Januar 1899 in St. Louis; † 30. November 1982 in Bethesda, Maryland) war ein US-amerikanischer Paläontologe und Geologe.

## Leben und Werk
Ladd studierte an der University of Iowa mit dem Master-Abschluss 1924 und der Promotion 1925 mit einer Dissertation über das Ordovizium von Iowa. In dieser Zeit war er auch Assistant Geologist des Geological Survey von Iowa. Angeregt durch devonische Korallenriffe in Iowa beschloss er rezente Riffe im Pazifik zu studieren und unternahm eine erste Reise auf die Fidschi-Inseln. 1926 bis 1929 lehrte er an der University of Virginia und ging dann als Erdölgeologe für Gulf Oil nach Venezuela und bearbeitete dann in Washington am National Museum of Natural History seine Funde aus Fidschi. Nebenbei arbeitete er für den US Geological Survey. 1934 kehrte er mit J. Edward Hoffmeister auf die Fidschi-Inseln zurück, wo er auch heiratete. Nach der Rückkehr wurde er District Geologist für Atlanta und Richmond beim National Park Service, wobei er sich vor allem mit Hydrogeologie und Ingenieurgeologie befasste. 1938 stieg er zum Regionalgeologen auf und 1940 wurde er vom US Geological Survey übernommen, bei dem er bis zu seiner Pensionierung 1969 blieb. Im Zweiten Weltkrieg war er in die Suche nach Bodenschätzen eingespannt und 1946 bis 1949 war er Assistant Chief Geologist des USGS. Ab 1946 begann er auch wieder mit seiner Erkundung des Pazifik, unter anderem im Rahmen der Wasserstoffbomben-Tests auf dem Bikini-Atoll.
Er ist für die geologische Erforschung von Atollen und Korallenriffen des Pazifik bekannt. Auf Bohrungen auf dem Eniwetok-Atoll stieß er nach 4000 Fuß Korallenmaterial auf Basalt und bestätigte die Theorie von Charles Darwin über die Entstehung der Atolle (Absinken von unterseeischen Vulkanen). Es fanden sich auch Hinweise auf Schwankungen des Meeresspiegels. Ladd war auch am Project Mohole für Tiefseebohrungen zur Erforschung der Ozeankruste beteiligt (1958 bis 1966).
Er gab 1957 ein umfangreiches Handbuch über Paläoökologie beim US Geological Survey heraus, das ein Standardwerk wurde.
1954 war er Präsident der Paleontological Society und 1955 Vizepräsident der Geological Society of America und 1981 erhielt er die Paleontological Society Medal. 1965 war er Vizepräsident der American Association for the Advancement of Science und erhielt den Distinguished Service Award des US-Innenministeriums.

## Schriften
- Herausgeber: Treatise on Marine Ecology and Paleoecology, Band 2: Paleoecology, Geological Society of America Memoir 67, 1957.
- Stratigraphy and Paleontology of the Maquoketa Shale of Iowa, Annual Report of the State Geologist 34 (1929): 305–448.
- Beteiligung an: Bikini and nearby Atolls, US Geological Survey Professional Paper 260, Washington D.C. 1954 bis 1969.